# Isole di li Nibani
Li Nibani (I gabbiani in gallurese) sono un gruppo di isole e scogli minori situate nella costa nord-orientale della Sardegna facente parte dell'arcipelago di La Maddalena. Di formazione granitica si estendono per una superficie totale di circa 0,23 km² e una quota massima di 32 metri s.l.m.

## Ambiente e turismo
Sono parte del parco nazionale dell'Arcipelago di La Maddalena e del parco internazionale delle Bocche di Bonifacio, vicinissime ai principali centri della Costa Smeralda, sono rinomata meta turistica, per la bellezza delle loro coste, incredibilmente frastagliate e dal color smeraldo. Sulle isole nidificano vari uccelli, quali gabbiani e falchi.